# Târsa (okręg Hunedoara)
Târsa – wieś w Rumunii, w okręgu Hunedoara, w gminie Boșorod. W 2011 roku liczyła 201 mieszkańców.